# Туризм в Костромской области

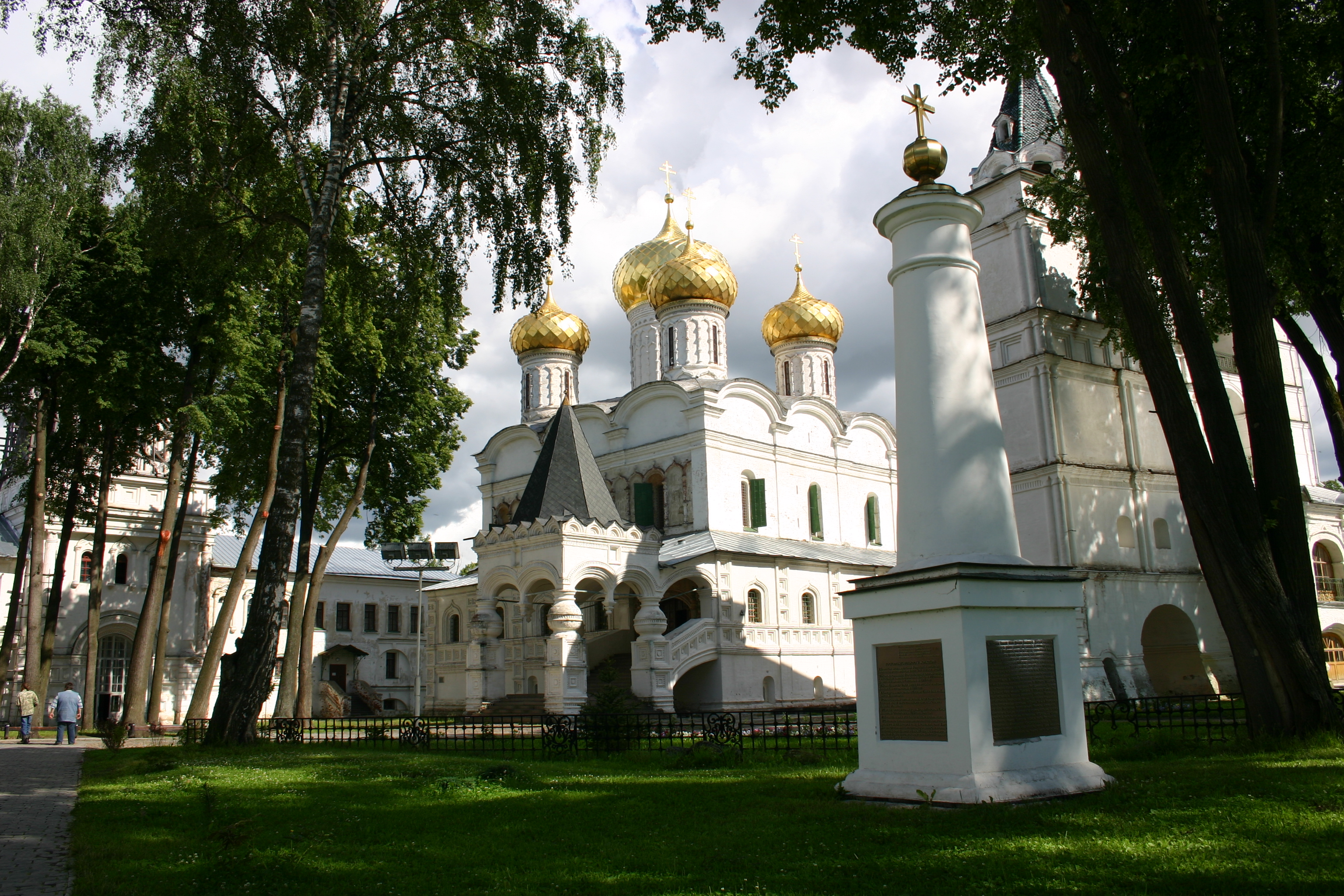
Ипатьевский монастырь, где писалась Ипатьевская летопись

Туризм в Костромской области подразделяется на событийный, паломнический, культурно-познавательный, активный, рекреационный, деловой, экологический, этнографический, круизный и детский. 
Один город (Кострома) входит в маршрут «Золотое кольцо России». Столица Кострома — родина Снегурочки.

## Природные достопримечательности
В Кологривском районе расположены биосферный заповедник «Кологривский лес», бывший монастырь «Княжая Пустынь», родина художника-сказочника Е.В. Честнякова — деревня Шаблово. Популярностью пользуются заповедник «Кологривская пойма», где находится весенняя стоянка диких гусей, Сумароковская лосиная ферма.

## Исторические достопримечательности
История области связана с именами кинематографиста Андрея Тарковского, писателя А.Н. Островского и народного героя И. Сусанина. К религиозным достопримечательностям относятся относятся Ипатьевский монастырь, церковь Богоявления, Владимирская церковь, сохранился целый ряд монастырей, основанных учениками преподобного Сергия Радонежского: Авраамиев Городецкий монастырь, Иаково-Железноборовский, Макариево-Унженский, Пахомиево-Нерехтский монастыри.

## Усадьбы
В Костроме сохранились купеческие и дворянские усадьбы XIX века: А. Совина, А.Н. Понизовского, А.П. Дурыгина, Ашастиных, Аржениковых, Горняковской, Зотова, Васильевское; в области — Щелыково (дом-музей А.Н. Островского), дворянская усадьба Следово.

## Праздники
- праздник ювелиров «Золотое кольцо России» (с 2000 года)
- театральный фестиваль А.Н. Островского
- день рождения Снегурочки

## Санатории
- Волжский прибой
- Лунево
- Колос
- Сосновый бор
- им. И.Сусанина

## Статистика
В области находится три театра и тридцать два музея, насчитывается более 2,5 тысяч памятников археологии, архитектуры, истории и искусства, порядка 90 отелей, санаториев и других объектов размещения. Здесь находится 79 особо охраняемых природных территорий, из них 53 государственных природных заказника, 18 памятников природы и 8 туристско-рекреационных местностей.